# Neoperkinsiella williamsi
Neoperkinsiella williamsi är en insektsart som beskrevs av Frederick Arthur Godfrey Muir 1926. Neoperkinsiella williamsi ingår i släktet Neoperkinsiella och familjen sporrstritar. Inga underarter finns listade i Catalogue of Life.